# Port lotniczy Bamarni
Port lotniczy Bamarni (IATA: BMN, ICAO: ORBB) – międzynarodowy port lotniczy położony w Bamarni, w północnym Iraku.